# Rolf Schröder (Mediziner, 1928)
Rolf K. Schröder (* 16. Februar 1928 in Osterode am Harz; † 25. Dezember 2013 in Berlin) war ein deutscher Kardiologe.
Schröder erhielt seine Ausbildung an der Universitätsklinik Göttingen und wechselte an das Klinikum Westend (damals Freie Universität Berlin), wo er die erste kardiologische Intensivstation Deutschlands etablierte. Später war er Chefarzt der Kardiologe und Pulmonologie am Klinikum Steglitz der Freien Universität. Nach dem Eintritt in den Ruhestand am Klinikum Steglitz war Schröder noch von 1993 bis Anfang 2013 als niedergelassener Kardiologe tätig.
Die Einführung der frühen Thrombolyse bei Herzinfarkt gehörte zu den Ergebnissen der Forschungen Schröders. Er verfasste ein Lehrbuch zur EKG-Auswertung, das fünf Auflagen erlebte. Schröder war laut Datenbank Scopus Autor oder Mitautor von mehr als 300 wissenschaftlichen Arbeiten und hat (Stand Januar 2023) einen h-Index von 31.
1997 wurde Schröder Ehrenmitglied der Berlin-Brandenburgischen Gesellschaft für Herz- und Kreislauferkrankungen, 2003 erhielt er die Carl-Ludwig-Ehrenmedaille der Deutschen Gesellschaft für Kardiologie.